# Anaulacomera confusa
Anaulacomera confusa är en insektsart som beskrevs av Piza Jr. 1975. Anaulacomera confusa ingår i släktet Anaulacomera och familjen vårtbitare. Inga underarter finns listade i Catalogue of Life.